# أفسيونينو
أفسيونينو (بالروسية: Авсюнино) هي مدينة في مقاطعة موسكو أوبلاست في روسيا. يبلغ عدد سكانها حوالي 5205 نسمة.